# Michelle L'amour
Pour les articles homonymes, voir Amour (homonymie).
Michelle "Toots" L'Amour (15 avril 1980), est une stripteaseuse et danseuse américaine du neo-burlesque. En 2005, elle gagne le titre de Miss Exotic World. En 2006, elle fait des stripteases dans America's Got Talent, émission de téléréalité diffusée sur le réseau NBC, mais aussi dans de petites représentations en tournée. En 2012, elle participe à l'émission La France a un incroyable talent.

## Jeunesse et performances
Michelle L'amour est née le 15 avril 1980. Elle grandit à Orland Park (Illinois) et commence à étudier le ballet, le jazz, le hip hop, la danse moderne et lyrique à l'âge de 15 ans. Elle a commencé à danser le striptease burlesque à l'âge de 22 ans.
Tout en obtenant un diplôme en finance à l'université de l'Illinois, elle commence sa carrière de danseuse. Quelques semaines avant l'obtention de son diplôme, elle commence à chorégraphier pour une revue de rock-n-roll et développe ce qui va devenir sa troupe burlesque Lavender (plus tard appelée The Lavender Cabaret).
Elle remporte le titre de Miss Exotic World 2005 avec sa chorégraphie Blanche-Neige, après trois ans de danse burlesque,. En novembre 2012, elle participe à l'émission française La France a un incroyable talent,.

## Activité

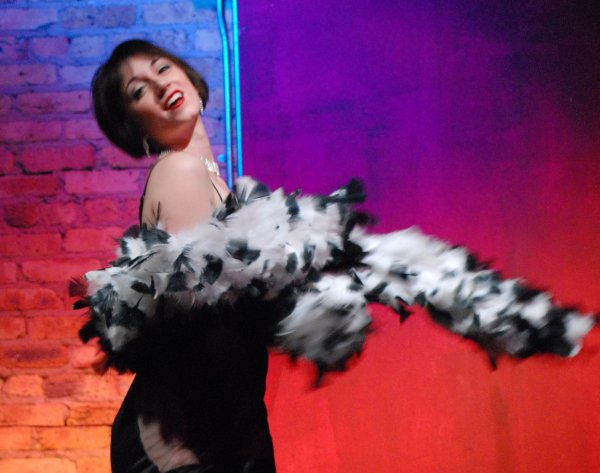
Michelle L'amour (2007).

Elle présente son numéro de nouveauté dans de nombreuses émissions de télévision, dont A Current Affair (en), Everything..., The Situation avec Tucker Carlson (en), Sexual Healing et America's Got Talent.
Le Studio L'amour ouvre officiellement, en juin 2008, en réponse à l'appel pressant lancé à Michelle L'amour pour qu'elle ouvre sa propre école d'enseignement du burlesque. Elle avait déjà enseigné la méthode L'amour, pendant quatre ans, à travers le monde (dans des festivals, des ateliers et des spectacles) avant d'ouvrir son établissement.